# Das offene Buch
Das offene Buch (Originaltitel: Открытая книга Otkrytaja kniga) ist ein Roman von Weniamin Kawerin, der in den Jahren 1948 bis 1956 geschrieben wurde.

## Inhalt
Das offene Buch ist ein Entwicklungsroman, der die Lebensgeschichte des Mädchens Tanja, das aus einem Armenviertel einer russischen Provinzstadt stammt, erzählt. Als sie zufällig in ein Duell zweier Schüler gerät und verletzt wird, wird sie von reichen Eltern adoptiert. Sie erlebt die Entwicklungen im Zuge der Oktoberrevolution mit und beginnt in Moskau ein Studium der Mikrobiologie, das sie mit großem Ehrgeiz betreibt. Ihren Wunsch Schauspielerin zu werden, kann sie sich jedoch nicht erfüllen.

## Verfilmungen
Der Roman wurde in den Jahren 1973 und 1977 in der Sowjetunion verfilmt.